# Jorge Andrew
Jorge Andrew (Caracas, 2 novembre 1951) è un ex tennista venezuelano.

## Carriera
In carriera ha raggiunto 3 finali in doppio: nel 1974 all'Irish Open, in coppia con Lito Álvarez, nel 1977 all'International Tennis Championships of Colombia, in coppia con Carlos Kirmayr e nel 1979 al Berlin Open, in coppia con Stanislav Birner.
In Coppa Davis ha disputato 48 partite, collezionando 13 vittorie e 35 sconfitte. In virtù del suo impegno nella competizione è stato
insignito del Commitment Award.